# PPARGC1B
PPARGC1B‏ (PPARG coactivator 1 beta) هوَ بروتين يُشَفر بواسطة جين PPARGC1B في الإنسان.